# Pimelimyia rufula
Pimelimyia rufula är en tvåvingeart som först beskrevs av Villeneuve 1943.  Pimelimyia rufula ingår i släktet Pimelimyia och familjen parasitflugor. Inga underarter finns listade i Catalogue of Life.